# Nothoscordum pedersenii
Nothoscordum pedersenii är en amaryllisväxtart som beskrevs av Pierfelice Ravenna. Nothoscordum pedersenii ingår i släktet vaniljlökar, och familjen amaryllisväxter. Inga underarter finns listade i Catalogue of Life.